# Anholt
Anholt (plattdeutsch Aanoldt) ist ein Stadtteil von Isselburg im nordrhein-westfälischen Kreis Borken. Von 1347 bis zu seiner Eingemeindung 1975 besaß Anholt das Stadtrecht. Das Gebiet Anholts war vom Mittelalter bis 1806 zugleich das Territorium der Herrschaft Anholt im Heiligen Römischen Reich. Durch den Reichsdeputationshauptschluss des Jahres 1803 bildete es den territorialen Anknüpfungspunkt zur Entstehung des westfälischen Fürstentums Salm.
Anholt liegt auf einer Höhe von 7 m über NN unmittelbar an der Grenze zwischen Deutschland und den Niederlanden Zum Ort gehören die Bauerschaften Dwarsefeld, Regniet, Hahnerfeld und Breels. In Anholt leben derzeit 4.107 Menschen (Stand 31. Dezember 2012).
Im Jahre 2019 feierte Anholt seinen 850. „Geburtstag“ (den 850. Jahrestag der Ersterwähnung im Jahre 1169).

## Geschichte

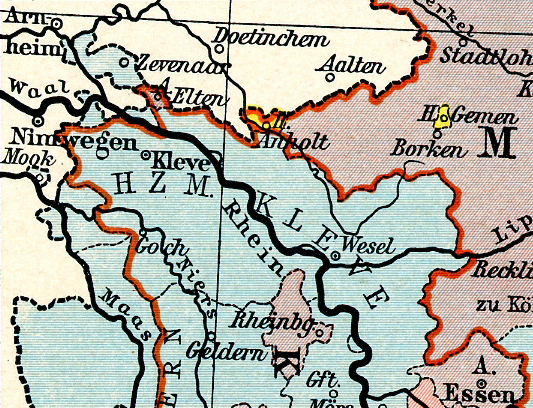
Lage der Herrschaft Anholt 1789

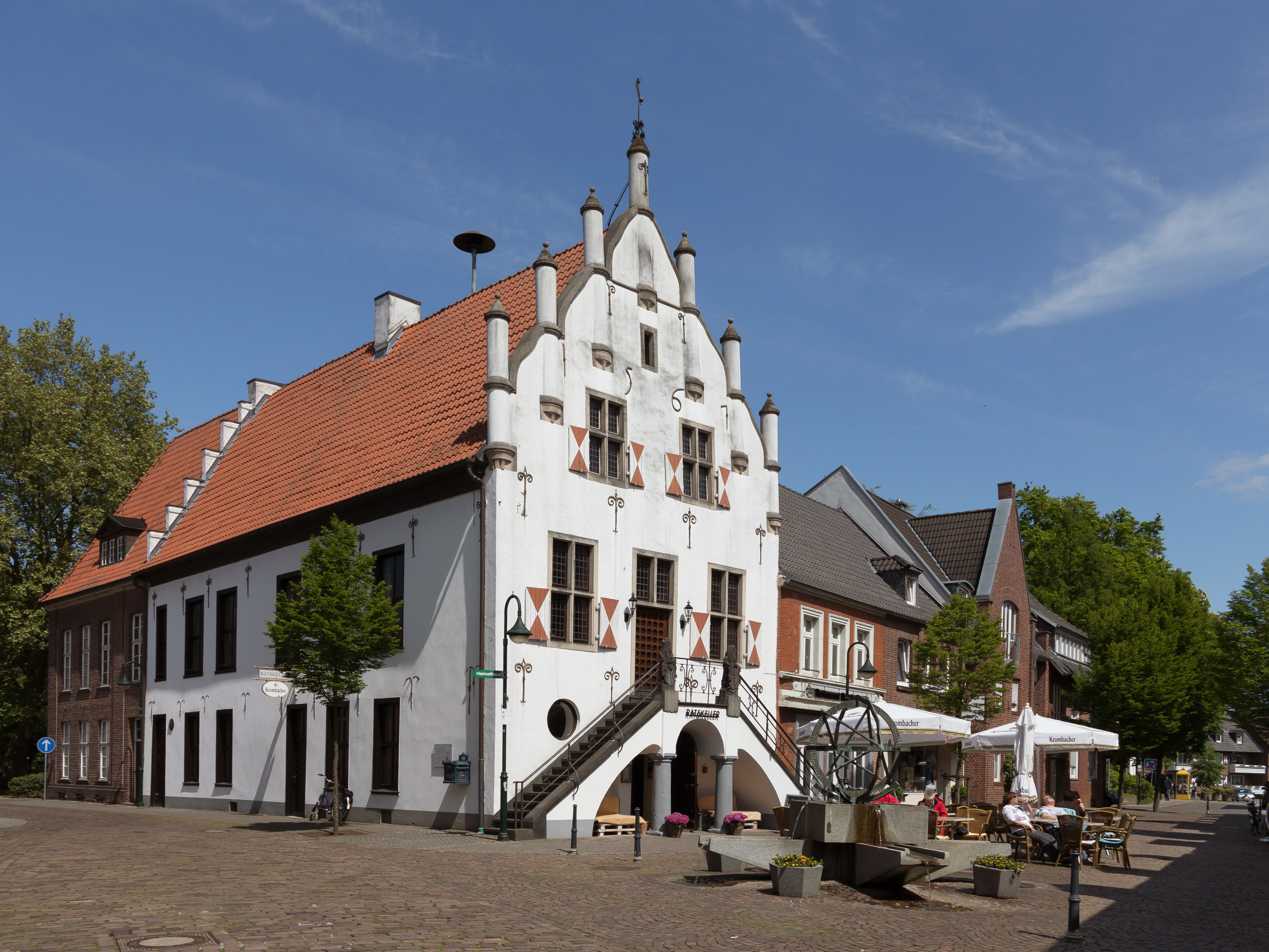
Rathaus am Anholter Markt

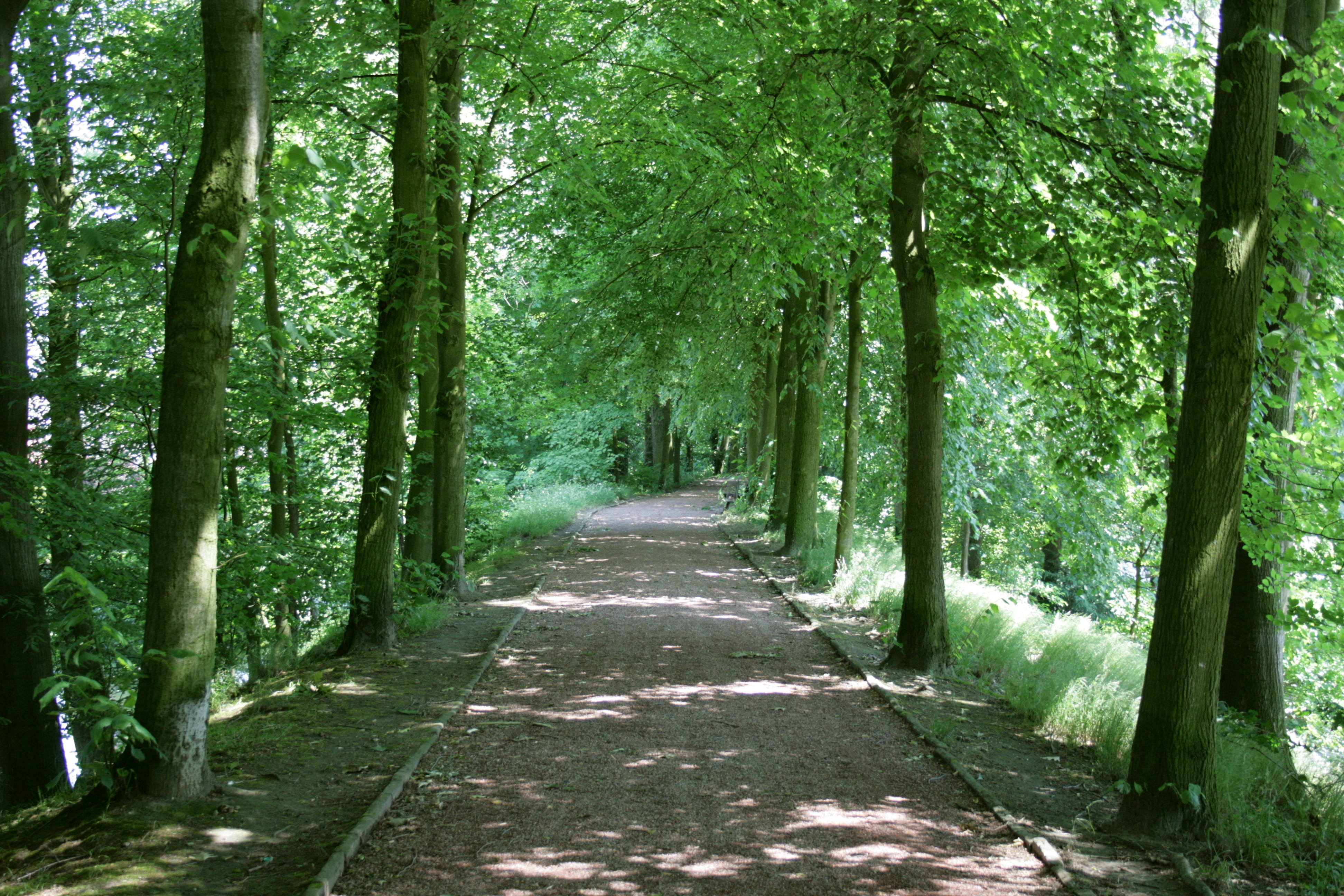
Parkweg auf dem ehemaligen Stadtwall

Der Anfang bzw. das Entstehen von Anholt liegen im Dunkeln. 1169 wurde ein Herr von Sulen (Zuilen) und Anholt als Gefolgsmann des Utrechter Bischofs Godefried von Rhenen genannt, und unter Bischof Balduin (1178–1196) ist im Lehnsregister des Bistums ein „here van Anholt“ aufgeführt. Die Edelherren von Zuylen (Zuilen, Sulen) gelten daher als die Erbauer der Anholter Burg. 1234 trat der erste namentliche „Herr van Anehalte“, Stephan I. von Zuylen, auf.

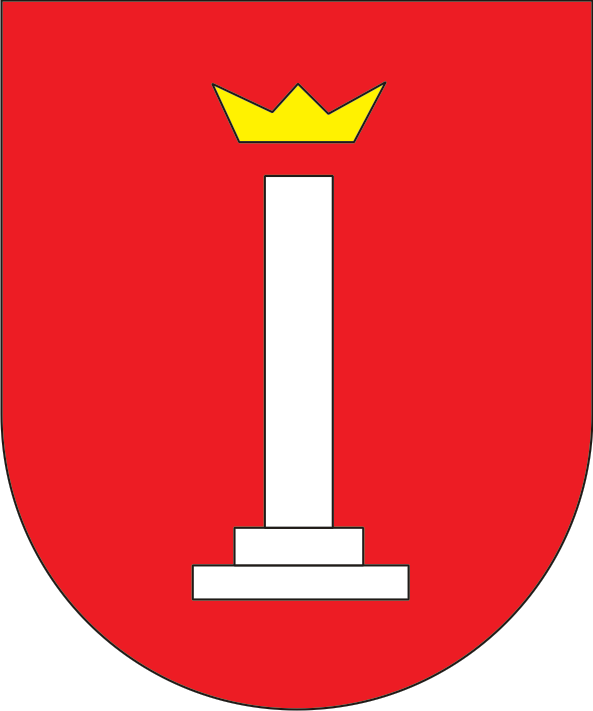
Wappen Herrschaft Anholt

Die Burg Anholt und die Ansiedlung waren zu einer reichsunmittelbaren Herrschaft geworden, mit dem Kaiser des Heiligen Römischen Reiches als ihren Lehnsherrn. Das Lehensverhältnis zu Utrecht scheint Anfang des 14. Jahrhunderts als nicht mehr existent, so erhielt Anholt am 25. Mai 1347 durch Stephan IV. von Zuylen stadtähnliche Privilegien, die unter Dietrich II. von Zuylen am 1. Mai 1349 zum Stadtrecht erweitert wurden. In größeren Territorien verliehen die Landesherren Städten von in etwa vergleichbarer Größe wie Anholt lediglich den Status von Minderstädten, so zum Beispiel der Bischof von Münster an Werne und Schöppingen. In Kleinstterritorien hingegen, in denen die Landesherren nicht zwischen bedeutenderen und weniger bedeutenden Städten zu unterscheiden hatten, erhielten auch kleine Städte das volle Stadtrecht, so Anholt durch die Herren von Zuylen oder Burgsteinfurt durch die Edelherren von Steinfurt. Anholt wurde durch die Stadtgründung zugleich Grenz- und Residenzstadt.
Die Grenzlage Anholts zwischen dem Hochstift Münster im Osten, dem Herzogtum Kleve im Süden und dem Herzogtum Geldern im Norden und Westen gab Anlass zu immer neuen Streitigkeiten und wechselnden Abhängigkeiten. Noch 1353 bestätigte Dietrich II., dem Erzbischof von Köln, dass Burg und Stadt Anholt für das Erzbistum ein Offenhaus sei.
Die Stadt Anholt wurde stark befestigt. Drei Stadttore, die Außen- und Binnengräben sowie Stadtmauer und Wall schützen die Stadt in schweren Zeiten. Verursacht durch den nicht eindeutigen Ursprung seiner Lehensherkunft, hatten die Herren von Anholt mit den Territorial-Ansprüchen seiner westlichen Nachbarn zu kämpfen.
Durch das politische Geschick der Herren von Anholt konnte sie sich gegen Ansprüche wehren und ihre Reichsunmittelbarkeit bis 1806 (Reichsdeputationshauptschluss) behaupten.
Das Gebiet der Herrschaft Anholt scheint von alters her unverändert durch folgende Punkte begrenzt worden zu sein: Im Nordosten „Dreibäumer“ (drei Schlagbäume: Hochstift Münster, Grafschaft Zutphen und Grafschaft Anholt), im Osten die Issel, im Süden die Clevische Landwehr, im Westen wiederum bis zur Einmündung in die Issel, die „Wildtsche Brücke“ vor Gendringen und von hier aus zum Norden bis zur Bocholter Aa.
Anholt gehörte zum Niederrheinisch-Westfälischen Reichskreis. Durch Heirat kam Anholt 1641 an die Fürsten Salm, die es nach dem Verlust ihrer linksrheinischen Gebiete zur Residenz ihrer münsterländischen Entschädigungslande machten (Fürstentum Salm). Das Fürstentum wurde 1810 von Frankreich annektiert. 1815 nach dem Wiener Kongress fiel es an Preußen (Provinz Westfalen).

### Chronologie der Herren von Anholt und geschichtliche Fakten
Haus Zuylen-Anholt, auch Zuilen-Anholt oder Sulen-Anholt (unvollständig)
1169 erste Erwähnung der Herren von Anholt im Lehnsregister des Bistums Utrecht
1. Stephan I. (1234–1249), vermutlich Gründung der Eigenkirche des Geschlechts Zuylen-Anholt (frühes 12. Jahrhundert)
2. Stephan II. (1260–1299)
3. Johann I. (1281–1303), die Ansiedlung Anholt wird mit Wall und Plankenzaun befestigt
4. Stephan IV. († 1347), Erwähnung einer Altarstelle in Bredenasle, wird als „Moderkerk“ (Mutterkirche) bezeichnet
5. Dietrich II. (* um 1310; † 1364)

verleiht Stadtrecht, die Stadt Anholt erhält 1349 eine Stadtmauer mit drei Stadttoren
1. Stephan VI. (1364–1373)
2. Friedrich (1371–1380)
3. Herberga (1372–1402), Schwester Friedrichs

Haus Gemen-Anholt
1. Hermann III. von Gemen (1370–1399) ⚭ Herberga von Zuylen
2. Margaretha von Gemen (1388–1405)

Haus Bronckhorst-Batenburg
1. Gisbert I. (1402–1429) ⚭ Margaretha von Gemen
2. Dietrich I. (1429–1451), alle pfarrherrlichen Rechte gehen von der „Moderkerk“ auf die Eigenkirche innerhalb Anholts über.
3. Gisbert II. (1451–1473) gründet die St.-Antonius-Gilde
4. Jacob I. (1473–1512) Erwähnung einer Schützenbruderschaft

Besetzung durch Karl von Egmond, Herzog von Geldern (1512–1537)
1498 Die Befestigungsanlagen werden durch Wall und Außengraben verstärkt
1501 Jacob lässt die alte „Moderkerk“ vor den Toren der Stadt abtragen.
1521 Bau der Bockwindmühle
1534 Anholt zählt 80 Feuerstellen
1. Dietrich II. (1537–1549)
2. Dietrich III. (1549–1575)

1550 Anholt zählt 150 Feuerstellen, mit Unterbringung des Anholter Fähnleins (Landsknechte des Herrn von Anholt)
1555 erlässt Dietrich eine Schulordnung für die Herrschaft Anholt, Erwähnung eines Klerken (Knabenchores)
1559 Anholt (kirchlich) wird durch eine Bulle des Papstes Pius IV. Teil des neuerrichteten Bistums Deventer; dieses endete 1597 zu Gunsten des Bischofs von Münster.
1567 ein neues Rathaus wird erbaut, anstelle des alten Rathauses des 14. Jahrhunderts.
1. Jacob II. (1575–1582)
2. Gertrud von Mylendonk (1582–1612), Witwe Jacobs II.
3. Dietrich IV. (1612–1649)

Grafen von Bronckhorst-Batenburg, „Grafen von Anholt“, Reichsgrafenwürde verliehen 1621 durch Ferdinand II. an Dietrich IV. und an seinen jüngeren Bruder Johann Jakob von Bronckhorst-Batenburg, Mitglied im westfälischen Reichsgrafenkollegium
1638 Kurfürst Karl Ludwig von der Pfalz belagert Schloss und Stadt
Fürsten zu Salm
1. Leopold Philipp Carl (1619–1663) ⚭ Maria Anna Gräfin von Bronkhorst-Batenburg, Tochter Dietrichs, 1641 dritte Fürstin zu Salm

Erstellung des Mühlenkanals
1. Carl Theodor Otto (1663–1710)

Erzieher Kaiser Josephs I. in Wien
1702 Pest in Anholt
Pfarrer Gottfried Theodor Ebereich erreicht durch Vermittlung des Kurfürsten Johann Wilhelm von der Pfalz, dass sich Jesuiten in Anholt niederlassen. Sie sollen den katholischen Geist im Gebiet um Anholt neu beleben (Rekatholisierung).
1. Ludwig Otto (1710–1738)

1711 Überfall und Plünderung der Stadt und des Schlosses durch die französische Rheinarmee im Rahmen des Spanischen Erbfolgekriegs, 1721 Vollendung des Umbaues der alten Burg in eine barocke Residenz
1. Nicolaus Leopold (1738–1770)

Seit 1743 Fürsten zu Salm-Salm
1747 Bau der neuen Windmühle
1760 Aufschüttung des Mühlberges in Nickelsdorp
1. Ludwig Carl Otto (1770–1778)
2. Constantin (1778–1828)

Eroberung Hollands durch die Franzosen, viele Protestanten aus Holland fliehen nach Anholt
Austritt aus dem Heiligen Römischen Reich und Souveränität durch Unterzeichnung der Rheinbundakte (1806) Fürstentum Salm; Verlust der Souveränität durch französische Annexion (1810/1811), Standesherr im Königreich Preußen (ab 1815)
1793 Pater Emilius Schollmeyer gründet eine Erziehungsanstalt für Jungen und Mädchen im Batenburg’schen Haus
Von 1811 bis 1814 war Anholt durch die französische Annexion „Mairie d’Anholt“.
1813 durch das Verbot in Kirchen zu bestatten wurden die Särge und Grabtafeln von der Pfarrkirche in die 1670 erbaute Kapelle in der Regniet überführt. Seit dieser Zeit dient die Gruftkapelle als fürstliche Erbbegräbnisstätte.
1795 Anholter Soziität
1. Wilhelm Florentin (1828–1846)

1829 Gründung einer Singschule und eines Gesangsvereins unter Organist Heitmann
1837 Gründung der Handwerksschule
1840 Gründung des Bürger-Schützenvereins Anholt
1844 Gründung eines Pfeifen und Trommlercorps
1851 Grundsteinlegung der neuen St. Pankratius-Kirche (Anholter Dom), 12. Mai 1862 Einweihung durch den Bischof von Münster, 1869 Vollendung der beiden 57 m hohen Kirchtürme.
1857 Gründung der Rektoratsschule in kirchlicher Trägerschaft, 1939 Auflösung durch das nationalsozialistische Regime
1862 Die alte Stadtkirche wird abgetragen.
1. Alfred I. (1846–1886)

1850 Gründung des Augusta Hospitales durch Gattin Fürstin Augusta, 1852 Berufung der Clemensschwestern aus Münster
1858 Patronat und Mitbegründer des Anholter Kirchenchores
1. Leopold (1886–1908)

Gründete den Leopoldpark und ließ ein Chalet im Schweizer Stil errichten, heute bekannt als Anholter Schweiz
1. Alfred II. (1908–1923)

1918 Gründung eines Verkehrsvereins, da der Fremdenverkehr zunahm.
1. Nikolaus Leopold Heinrich zu Salm-Salm (1923–1988)

Die Stadt wird 1945 durch Brandbomben zu 75 Prozent zerstört, Gründonnerstag 1945 wurden die beiden 57 m hohen Kirchtürme durch die deutsche Wehrmacht gesprengt.
Baut die alte Wasserburg nach den Zerstörungen 1945 wieder auf, 1966 Eröffnung des Museums Wasserburg Anholt
1947 traf sich auf Einladung Nikolaus Leopold  Fürst zu Salm-Salm der „Anholter Kreis“ mit Namhaften Architekten die die zerstörten westfälischen Städte wie Coesfeld, Rheine, Anholt und Bocholt neu planten und Wiederaufbauten.
1947 Gründung des Anholter Heimatvereins
1949 Gründung des Grenzlandtambourcorps mit Fanfarenzug
1949 Grenzlandkundgebung „Recht auf Heimat“ am 8. Mai 1949 in Anholt (erste größere Veranstaltung an der deutsch-niederländischen Grenze nach 1945)
1964 Neubau des Augusta-Hospitales am Kockenkamp
1972 Gründung des Golfclubs Wasserburg Anholt (18-Loch-Anlage)
1973 M 73 Anholt Jugendorganisation (landesweit Vorbildliche Jugendarbeit)
1974 Gründung des Anholter Bläserkreises
1975 Verlust der politischen Eigenständigkeit durch (Zwangs-)Eingemeindung in die neue Stadt Isselburg
1. Carl Philipp (1988–2024) leitet weitere Renovierungen ein, Wiederherstellung der alten Gärten.

1994 Vertrag von Anholt, der deutsche Bundeskanzler und der niederländische Premierminister sowie die Ministerpräsidenten von NRW und Niedersachsen bekunden die Aufwertung der Grenzgebiete in ihren Ländern.
32. Emanuel Prinz zu Salm-Salm (seit 2024)

### Kirchengeschichte
Die Bezeichnung „Anholt“ galt ursprünglich nur der Burg, während der Name „Bredenasle“ die Umgebung bezeichnete. Bredenasle könnte sich gegebenenfalls ableiten von „Breite Issel“. Gemeint sein könnte aber auch ein Überschwemmungsgebiet, wo sich bei Hochwasser die Issel ausbreiten konnte. Eine Kirche zu Bredenasle, in der Nähe von Schloss und Stadt Anholt, taucht 1313 in einem Register der Kirchen und Benefizien der Diözese Münster auf. Dort wird sie neben der Pfarrei Bocholt, der Münsterschen Domdekanei, als tributpflichtig genannt. Sicher ist, dass Bredenasle als selbstständige Pfarrei neben Bocholt genannt wird und zum Archidiakonat Bocholt gehörte. Die Pfarrei Bredenasle hat längst vor 1313 bestanden und ist uralt. Nach dem Urteil von Kunsthistorikern wies der Turm der alten Stadtkirche romanische Bauelemente auf. Der Turm und das Langhaus waren aus Tuffstein gemauert. Nach dem 13. Jahrhundert wurden in dieser Gegend keine romanischen Kirchen mehr errichtet und als Baumaterial kein Tuffstein mehr verwendet. Es scheint nicht ausgeschlossen, dass die Herren von Sulen vor Ende des 13. Jahrhunderts, als Gründer der Stadt, für die Ansiedlung eine „Eigenkirche“ bauen ließen, also eine Kirche (St. Pankratius) auf der Missionsroute des angelsächsischen Missionars Bernward, als Stützpunkt zur Missionierung des Südergaus Ende des 8. Jahrhunderts. Die ersten Herren von Anholt kamen aus dem Utrechter Raum und waren Lehensleute der Utrechter Bischöfe. An der Anholter Pfarrkirche wurden zahlreiche Vikarien gestiftet: 1401 St. Johannes Evangelist, 1489 St. Marien und Christopherus, 1496 St. Antonius der Große, 1543 St. Georg, 1587 St. Jurrien, 1666 Beate Mariae Virginis, 1675 hl. Kreuz und hl. Antonius. Geblieben sind die Vikarien von 1666 und 1675. Beiden wurden in der heutigen Pfarrkirche Seitenaltäre errichtet.
Die Jurisdiktion war indifferent, ursprünglich hat sie zunächst der Diözese Utrecht unterstanden, danach Lüttich, dann Köln und schließlich Münster. Mitte des 15. Jahrhunderts sind alle pfarrherrlichen Rechte auf die Anholter Kirche übergegangen und die Kirche von Bredenasle (als ehemalige Mutterkirche bezeichnet) wurde abgerissen. Im Jahre 1451 wurde ein gotischer Hochchor an die alte romanische Kirche gebaut, welche bis 1852 bestand. Der gotische Hochchor überragte in Höhe und Länge das romanische Langhaus.
1851 wurde der Grundstein zur neuen katholischen Kirche gelegt. Diese große neoromanische Kirche (Basilikastil) wurde von Friedrich Stummel aus Kevelaer in reicher Ausmalung geschmückt, im Volksmund zuweilen „Anholter Dom“ genannt. Der Anholter Töpfermeister Wilm Rinck schuf ein Plattendekor, welches nahezu in seiner Fülle einzigartig ist. Die gewaltigen Türme prägten das Stadtbild bis 1945. Die deutsche Wehrmacht sprengte die Türme kurz vor der Kapitulation am Gründonnerstag und Karfreitag 1945.
Bemerkenswert ist die Pfarrbibliothek. Die Herren von Anholt hatten stets (von alters her) das Patronatsrecht über die Pfarrei. Sie achteten darauf, dass möglichst gelehrte Pfarrherren eingesetzt wurden. Hier sollten genannt werden: Nicolaus Pinders (1659–1699), der als Theologe selber Bücher verfasste, und Gottfried Theodor Ebereich (1700–1729), zuvor Missionar der römischen Congregation der Propaganda. Beide haben einen Großteil der historischen Bücher hinterlassen. Eine erhebliche Erweiterung der Bestände erfolgte nach Auflösung seit 1717 in Anholt bestehenden Jesuiten-Mission und -Schule 1773. Schließlich fiel noch der persönliche Bestand des ehemaligen Augustiner Regular-Kanonikers von St. Elisabeth bei Roermond und späteren Kaplans in Anholt, Johann von Straelen (1801–1844) testamentarisch an die Pfarrbibliothek.
Bereits seit 1555 gab es in Anholt eine Stadtschule, die dem Landesherrn unterstand. Sie war anfangs nur Knaben zugänglich und hatte Latein als ordentliches Unterrichtsfach; besondere Pflege wurde dem Kirchengesang gewidmet, dem sogenannten Klerkenchor.
1793 gründete der ehemalige Benediktinerpater Schollmeyer eine Lehr- und Erziehungsanstalt mit Internat für Jungen und Mädchen mit den Unterrichtsfächern Latein, Französisch und Niederländisch. Dieses Institut bestand bis 1835 und kann als Vorläufer der 1857 gegründeten Rektoratsschule gelten. Diese umfasste die Klassen von Sexta bis Untertertia. Die Rektoratsschule, die sich am Anholter Markt befand, wurde 1939 aufgelöst.
1787 erteilte die fürstliche Verwaltung die Genehmigung zur freien Religionsausübung, das ist der Beginn einer selbstständigen evangelischen Gemeinde in Anholt. Der erste Betsaal wurde im Pilatushof errichtet, im Jahre 1911 wurde die neue evangelische Kirche am östlichen Wallaufgang geweiht.
1616 wurde der erste jüdische Einwohner in der Herrschaft Anholt erwähnt. 1697 wird das „Judenhaus zum roten Hirsch“ genannt. 1812 waren es schon 12 Familien, so das Bürgerverzeichnis der Mairie d’Anholt. Im Jahre 1831 wurde in der Niederstraße eine Synagoge eingeweiht. Sie wurde während der Novemberpogrome 1938 nicht beschädigt. Am 24. März 1945 wurde die Synagoge durch Brandbomben zerstört. Ende des 18. Jahrhunderts wurde ein Friedhof in der Dwarsefeld errichtet. Der älteste Grabstein trägt die Jahreszahl 1821.

### Politische, Kultur- und Wirtschaftsgeschichte

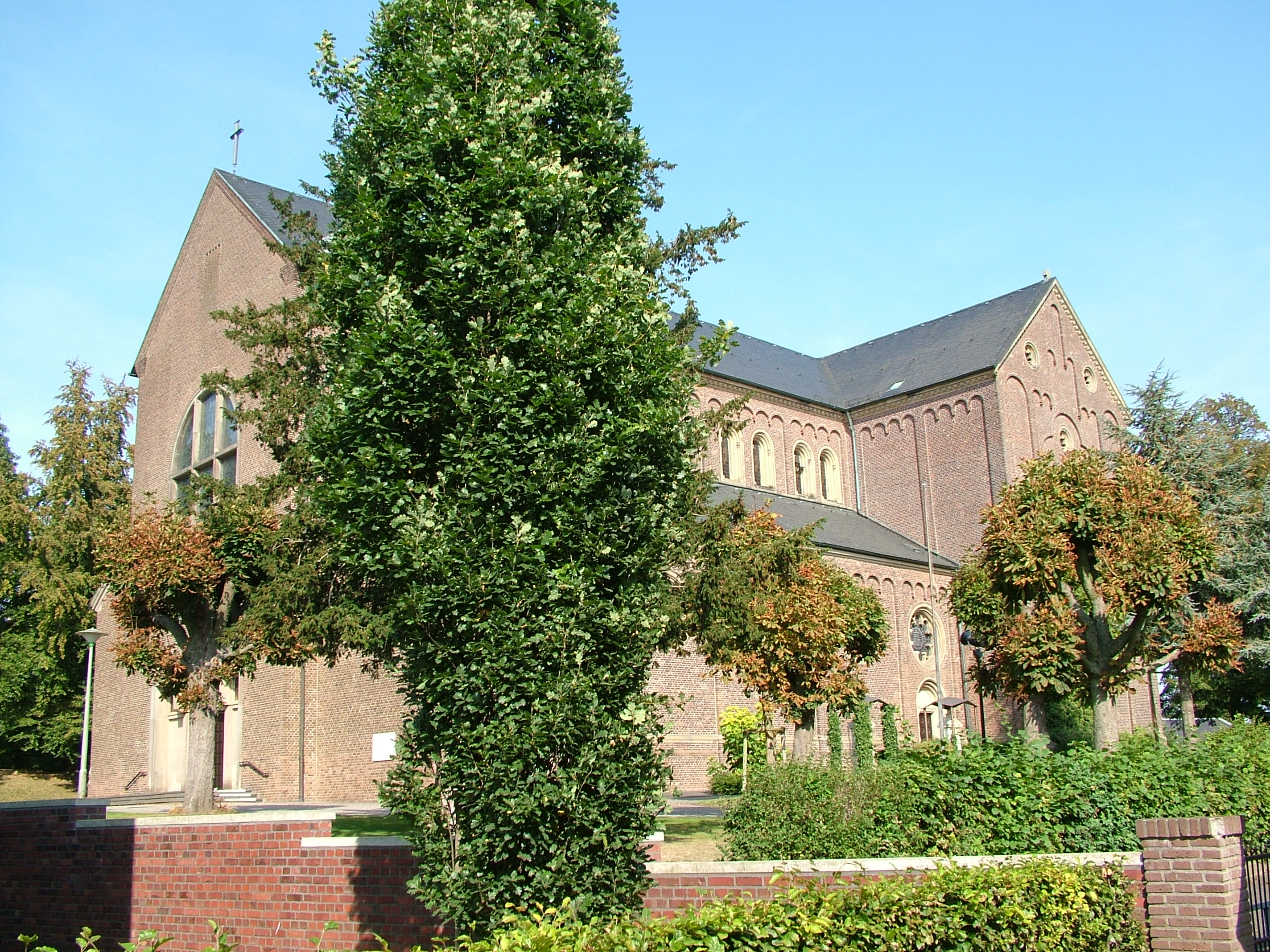
St. Pankratius in Anholt

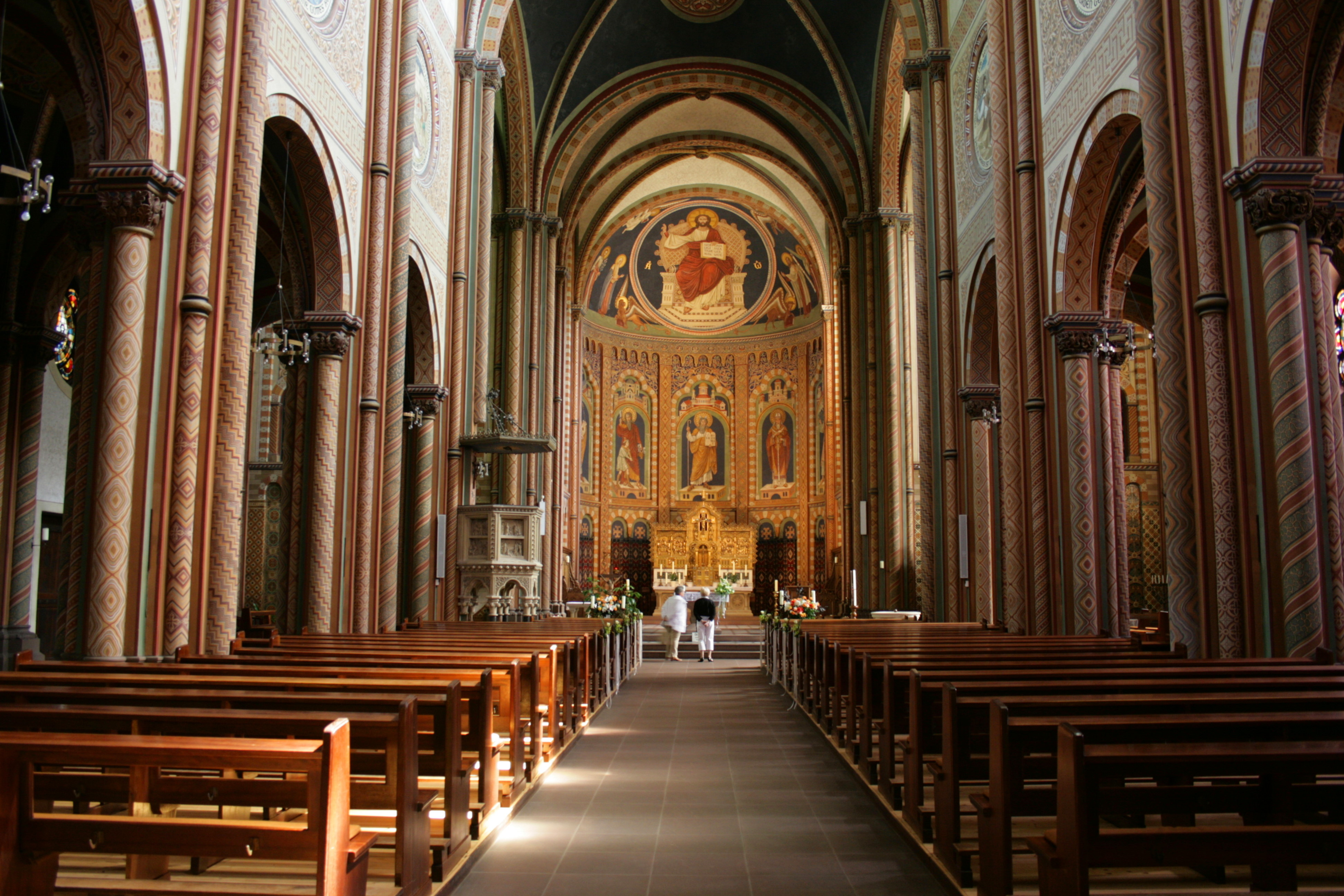
Das Kircheninnere wurde in den 1860er Jahren durch Friedrich Stummel im Stil der spätnazarenischen Kunst reichhaltig ausgemalt.

1431 bestätigte Kaiser Sigismund (1368–1437) nochmals die reichsunmittelbaren Rechte, wie u. a. die hohe und niedrige Gerichtsbarkeit, das Münzrecht, das Zollrecht sowie das Recht, Jahrmärkte abzuhalten. Nachweislich übten die Herren von Anholt das Münzrecht aus. Um 1350 sind von Friedrich van Zuylen (Sulen) zwei Münzen erhalten mit der Umschrift moneta domini Anholtensis.
1451 gründete Dietrich I. Herr zu Anholt die St.-Antonius-Gilde. Am 17. Januar, dem Gedenktag des Hl. Antonius, wurde in der Pfarrkirche ein feierliches Hochamt für die Gildemitglieder zelebriert. Diese Bruderschaft, die zu den ältesten in Westfalen gehörte, erfuhr nach dem Zweiten Weltkrieg keine Wiederbelebung.
Seit Mitte des 14. Jahrhunderts sind große Prozessionen und Wallfahrten bekannt, wie zum Beispiel Sonntag vor Pfingsten zum Kapellensonntag (Kreuzkapelle Regniet), Pfingstmontag über die Burg zum Kreuzberg. Das hieß, viel Volk zu beherbergen und zu verköstigen. Dieser Auflauf an Menschen, die eine „wundertätige leve vrouw“ mit sich trugen, kann als Vorläufer der heute noch stattfindenden Anholter Pfingstkirmes gesehen werden und ist somit eines der ältesten Volksfeste der näheren und weiteren Umgebung. Welche Bedeutung diese Anholter Kirmessen hatte, zeigt eine Aufzählung von 1825. Demnach standen Pfingsten 50 Buden und zur Herbstkirmess am Sonntag nach Mariä Geburt (8. September) sogar 67 Buden. Seit der Gründung des Grenzland-Tambourcorps und Fanfarenzugs Anholt im Jahr 1949 feiert zu Pfingsten der Musikzug mit der traditionellen Pfingstkirmes sein Stiftungsfest.
Fehden, Überfälle und Brandschatzungen bestimmten vom 15. bis ins 18. Jahrhundert immer wieder die Geschicke der Stadt. Im Zuge der von 1492 bis 1537 währenden „Geldernsche Fehde“ zwischen Herzog Karl von Geldern einerseits und den Habsburgern sowie dem Herzogtum Kleve andererseits eroberte Karl von Geldern 1512 Burg und Stadt Anholt und beschlagnahmte sämtliche Besitzungen der Herren von Anholt in seinem Machtbereich. Nach 25-jähriger Fremdherrschaft gelang es Dietrich II. von Bronckhorst-Batenburg, am 21. November 1537 mit persönlicher Hilfe Kaiser Karls V. Herrschaft und Stadt wieder in seinen Besitz zu führen.
1579 widersetzte sich Dietrich III. von Bronckhorst-Batenburg der Zumutung, sich der Utrechter Union (Vereinigung der protestantischen Provinzen der Niederlande) anzuschließen, und trat als überzeugter Katholik der spanischen Seite bei. So wurde die Herrschaft Anholt zeitweise eine katholische Enklave. Zu dieser Zeit waren bis zu sieben Vikare in Anholt tätig. 1580 überfielen die Geusen (Anhänger der Utrechter Union) unter Befehl von Wolter Hegemann (* ca. 1545 in Harderwijk, † 1582 in Bronkhorst) die Stadt, plünderten die Kirche, raubten ihre Schätze (Bildersturm) und setzten die Stadt in Brand.

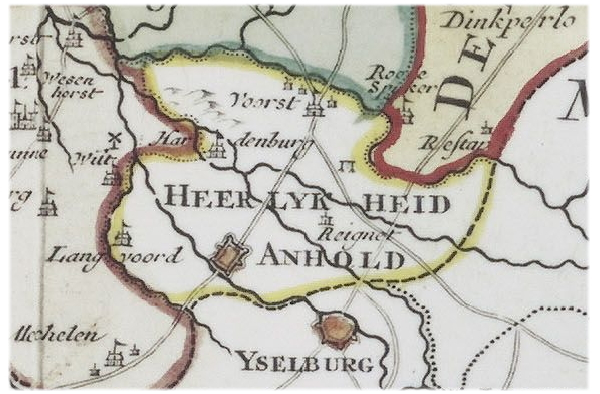
Die Herrschaft Anholt auf einer niederländischen Karte, 1741.

1641 schloss Dietrich IV. Graf von Bronckhorst-Batenburg zu Anholt (1578–1649) für sein einziges Kind Maria Anna einen Heiratsvertrag mit Leopold Philipp Carl Fürst zu Salm. Infolge dieser Ehe der letzten Gräfin von Bronckhorst-Batenburg fiel Anholt beim Tod ihres Vaters 1649 an die Fürsten zu Salm. Dank des Westfälischen Friedens im Jahre 1648 beruhigte sich die politische Lage; das Anholter Land erholte sich. Stadt und Herrschaft wurden wieder aufgebaut, die Einwohnerzahl dürfte bei 900 bis 1000 gelegen haben. In den folgenden Jahrzehnten erhielt Anholt ein barockes Gesicht. Fürst Carl Theodor Otto zu Salm ließ die alte Burg zu einer repräsentativen barocken Residenz umbauen. Hier hat vermutlich seine Erfahrung als oberster Bauleiter des Schlosses Schönbrunn in Wien eine große Rolle gespielt.
Im Jahre 1802 wurde Anholt die Residenz des neu gebildeten Fürstentums Salm. Die kleine reichsunmittelbare Grafschaft Anholt an der Issel, in die Konstantin Alexander Fürst zu Salm-Salm nach Verlust seines linksrheinischen Fürstentums seit etwa 1790 seine Familie und sich in Sicherheit gebracht hatte, bildete für den Vorgang der Staatsgründung des Fürstentums Salm den territorialen Anknüpfungspunkt. Die Herrschaft Anholt war bereits seit 1645 ein Besitz des Fürstenhauses Salm, das nach der Verbindung zweier salmischer Familienlinien und mit der kaiserlichen Verleihung des erblichen Titels seit 1743 als Fürstenhaus Salm-Salm anzusprechen ist. Die Nachbarstadt Bocholt war die Hauptstadt. Das zunächst reichsunmittelbare Fürstentum umfasste den größten Teil des westlichen Münsterlandes.
1806 erlangte das Fürstentum durch den Untergang des Heiligen Römischen Reichs die Souveränität, die aber schon 1810/1811 infolge französischer Annexion endete. Im Zuge der Befreiungskriege vertrieben preußische Truppen der Nordarmee unter dem Kommando von Adolf Friedrich von Oppen die französischen Truppen, die nach der Völkerschlacht bei Leipzig nach Westen flohen, und rückten am 22. November 1813 in Anholt ein. Beim Wiener Kongress 1815 wurde Anholt dem Königreich Preußen zugesprochen. Seit 1816 gehörte Anholt zum Kreis Borken.
Wegen der vielen baulichen und landschaftlichen Sehenswürdigkeiten, insbesondere aus der Zeit der Herrschaft der Fürsten zu Salm-Salm, gilt Anholt als „Perle des Münsterlandes“. In seinem Buch Meine Wallfahrt zur Ruhe und Hoffnung schreibt der preußische Jurist und Diplomat Justus von Gruner ausführlich über seine Reise von Osnabrück durch das Münsterland bis Kleve im Jahre 1800:

„Auf dem Wege von Ringenberg nach Emmerich passierte ich wieder ein katholisches Ländchen, aber wie sehr verschieden von dem, das ich an anderen Grenzen verlassen hatte. Die kleine Grafschaft Anholt, denn diese meine ich, besteht nur aus einigen Dörfern und der Stadt gleichen Namens. Ein kleiner, sehr angenehmer Ort, der meist vom Ackerbau lebt und das Gepräge fleißiger Regsamkeit und Wohlhabenheit in sich trägt. In der Mitte liegt das Schloß des Landesherrn, Fürst zu Salm-Salm, der sich hier aufhält und sehr beliebt zu sein scheint. Er lebt mit seiner Familie in ländlicher Stille aber voll Humanität. Die Ersteren der Stadt werden abwechselnd an seine Tafel gezogen und in der Winterzeit gibt es wöchentlich ein recht artig besuchtes Konzert, das aus der umliegenden Gegend fleißig besucht wird.“

1850 gründete Fürstin Augusta zu Salm-Salm das Augusta-Hospital. Es wird seit 1852 von Barmherzigen Schwestern von der allerseligsten Jungfrau und schmerzhaften Mutter Maria betreut. Eine städtische Armenkommission ist seit 1574 beurkundet. Dies blieb bis 1967 eine städtische Institution. Mit dem Neubau des Krankenhauses auf dem Kockenkamp gab die Stadt die Leitung an das Mutterhaus der Clemensschwestern in Münster ab. Das alte Krankenhaus an der Roßmühlenstraße, zwischen Rathaus und der St.-Pankratius-Kirche gelegen, wurde den modernen Ansprüchen der medizinischen Versorgung nicht mehr gerecht. Eine Besonderheit ist eine Marienstatue in deren Hauskapelle: die „bedrückte Mutter von Varsseveld“, eine von Meister Arndt aus Zwolle um 1470 geschaffene Doppelmadonna. Auf ungeklärte Weise gelangte sie während der Reformation der Niederlande aus der Pfarrkirche in Varsseveld ins katholische Anholt und hing bis 1862 im Mittelschiff der alten Stadtkirche. Als sie abgebrochen wurde, erhielt die kath. Kirche in Silvolde einen Teil der Doppelmadonna, den anderen die Clemensschwestern für die Kapelle des Augusta-Hospitales. Da das Jesuskind eine Schmolllippe zeigt und seine Mutter bedrückt schaut, sagt der Volksmund: „Schau nicht so bedrückt wie die Mutter von Varsseveld.“
Von 1903 bis 1945 betrieb die Gelderse Stoomtramweg Maatschappij die Schmalspurbahn Velp-Dieren-Doetinchem-Terborg-Gendringen-Grenze-Anholt-Bahnhof Isselburg-Anholt. 1926 wurde die Strecke nach Arnheim verlängert. Die zum rheinischen Kreis Rees gehörende Stadt Isselburg und die westfälische Stadt Anholt teilten sich einen Bahnhof, der auf Anholter Stadtgebiet lag. Am Bahnhof Isselburg-Anholt gab es Anschluss an die Reichsbahnstrecke Empel-Rees-Bocholt-Coesfeld-Münster. Am 30. September 1961 wurde die Strecke von Empel-Rees nach Isselburg-Anholt stillgelegt; am 26. Mai 1974 wurde der Personenverkehr von Isselburg-Anholt nach Coesfeld eingestellt.
Der Zweite Weltkrieg hat der alten Stadt schwere Wunden zugefügt, 1945 wurden 75 % der historischen Altstadt dem Erdboden gleichgemacht. In den Märztagen 1945 starben 37 Zivilpersonen bei den Bombenangriffen, 88 Anholter fanden den Soldatentod und 38 Personen gelten noch heute als vermisst. Aus Religionshass wurde befohlen, die St.-Pankratius-Kirche endgültig zu zerstören. Nur dem Umstand, dass Anholt unter schwerem Artilleriebeschuss stand, ist es zu verdanken, dass nur die beiden 57 m hohen Türme gesprengt werden konnten.
Im Jahre 1947 feierte die Stadt in ihren Trümmern die 600-jährige Wiederkehr der Verleihung des Stadtrechtes. Pater Eberhard Welty hielt als gebürtiger Anholter auf der Schneidkuhle die Festpredigt beim Festhochamt zum Stadtjubiläum. Am 8. Mai 1949 lud die Stadt zur Grenzlandkundgebung Recht auf Heimat ein. Ministerpräsident Karl Arnold sowie Landrat Hans Renzel aus Borken verfassten die sogenannte Anholter Erklärung, in welcher sich die Autoren dazu bekannten, die Besetzung deutschen Gebiets durch die Niederlande nicht hinzunehmen und den betroffenen Deutschen jede mögliche Unterstützung zukommen zu lassen.
Auch in der Nachkriegszeit wurden noch historische Gebäude von der Stadtverwaltung und privaten Eigentümern abgetragen. Dazu zählen Gebäude am Markt, die alte Schule an der Schneidkuhle sowie das alte Augusta-Hospital.
Anholt entwickelte sich zu einem blühenden Städtchen: 1950 zählte es 2.800, 1974 3.034 und 2010 4.260 Einwohner. 1964 wurde mit dem Neubau des Augusta-Hospitales begonnen. 1967 übernahm die Kongregation der Barmherzigen Schwestern (Clemensschwestern) die Trägerschaft des Krankenhauses, welches sich zu einer Fachklinik für Neurologie entwickelte. 1958 gründeten zwölf Gärtnermeister auf Initiative des Kreises Borken und der Stadt Anholt die Gärtnersiedlung In der Flora. 1961 siedelte sich die Firma Gebrüder Trox aus Neukirchen-Vluyn in Anholt an.
Anholt spielt mit seinen Sehenswürdigkeiten auch heute noch eine große Rolle im Tourismus des westlichen Münsterlandes und des unteren Niederrheins.

### Eingemeindungen
Im Zuge des zweiten Neugliederungsprogramms (Münster/Hamm-Gesetz, 1974) wurde die Stadt Isselburg am 1. Januar 1975 durch den Zusammenschluss mit den Gemeinden Anholt, Isselburg, Heelden, Herzebocholt, Vehlingen, Werth und einem Teilgebiet der Gemeinde Wertherbruch – der Hauptteil von Wertherbruch gehört seitdem zur Stadt Hamminkeln – neu gebildet. Somit befindet sich die Stadt Isselburg je etwa zur Hälfte in den historischen Grenzen von Rheinland und von Westfalen. Im Gerangel um die Namensgebung erarbeitete das münsterische Staatsarchiv ein Gutachten, das eindeutig für die Beibehaltung des bisherigen Namens Anholt votierte. Obwohl die Oberbehörden die eindeutige Dominanz der Stadt Anholt nicht in Frage stellten, blieb die Stadt Anholt letztlich doch im Namensstreit unterlegen und musste nach 628-jährigem städtischen Dasein ihren Namen aufgeben. Dennoch bleibt der Stadtname erhalten und findet in sich z. B. im Anholter Abkommen vom 23. Mai 1991 wieder, in der die niederländische Regierung, die deutsche Bundesregierung sowie die Ministerpräsidenten der Länder Nordrhein-Westfalen und Niedersachsens vertraglich bekunden, den gemeinsamen Handel und die Entwicklung der Grenzgebiete zwischen dem Königreich der Niederlande und der Bundesrepublik Deutschland im Bereich der Länder Niedersachsens und Nordrhein-Westfalen zu fördern. Dieser Vertrag ist als „Vertrag von Anholt“ bekannt geworden. 1997 wurde das 650-jährige Stadtrecht mit einer Festwoche begangen. 2022 feiert Anholt sein 675-jähriges Stadtrecht. Der Historiker Volker Tschuschke vom Kult Westmünsterland stellte in der Festrede zum 675-jährigen Stadtrecht in Anholt fest, dass die Eingemeindung nicht freiwillig stattgefunden habe, sondern durch das Münster/Hamm-Gesetz der Stadt und ihren Bewohner die Eingemeindung aufgezwungen wurde. Als Titularstadt besitzt Anholt ein verbrieftes Stadtrecht, welches heute keine politische Bedeutung mehr hat.

## Kultur

### Vereine
Anholt besitzt ein reges Vereinsleben. Der Bürger-Schützenverein steht in der Tradition der 1493 erstmals urkundlich erwähnten Anholter Schützenbruderschaft. Traditionsreich ist auch der 1858 gegründete Kirchenchor St. Pankratius, einer der ältesten Kirchenchöre im Bistum Münster. Der Heimatverein Anholt bereichert durch Publikationen und Ausstellungen im Heimathaus (ehemaliges Haus Lange, in der Hohen Straße) das kulturelle Leben der alten Stadt. Zahlreiche Vereine aus den Bereichen Sport: SC Westfalia Anholt 1920, VfL Anholt sowie dem Golfclub Wasserburg Anholt (2.Bundesliga) und die Anholter Sportschützen, aus der Kultur: die Grenzland Laienspielschar, der Männergesangsverein Eintracht von 1911 und das Grenzland Tambourcorps mit Fanfarenzug von 1949 ergänzen das Anholter Vereinswesen. Im Jahre 1899 wurde in Anholt der DRK-Ortsverein Anholt gegründet. 1978 fand in Anholt das erste Tractor Pulling statt.
Heute noch stattfindende Volksfeste sind die seit dem 14. Jahrhundert nachweisbare Pfingstkirmes und das Bürgerschützenfest am 2. Juliwochenende. Eine Anholter Eigenart ist die Palmsonntagsprozession, die seit etwa 1760 nachweisbar ist. Die Palmstöcke sind in ihrer Form und im Schmuck einzigartig.

### Sehenswürdigkeiten

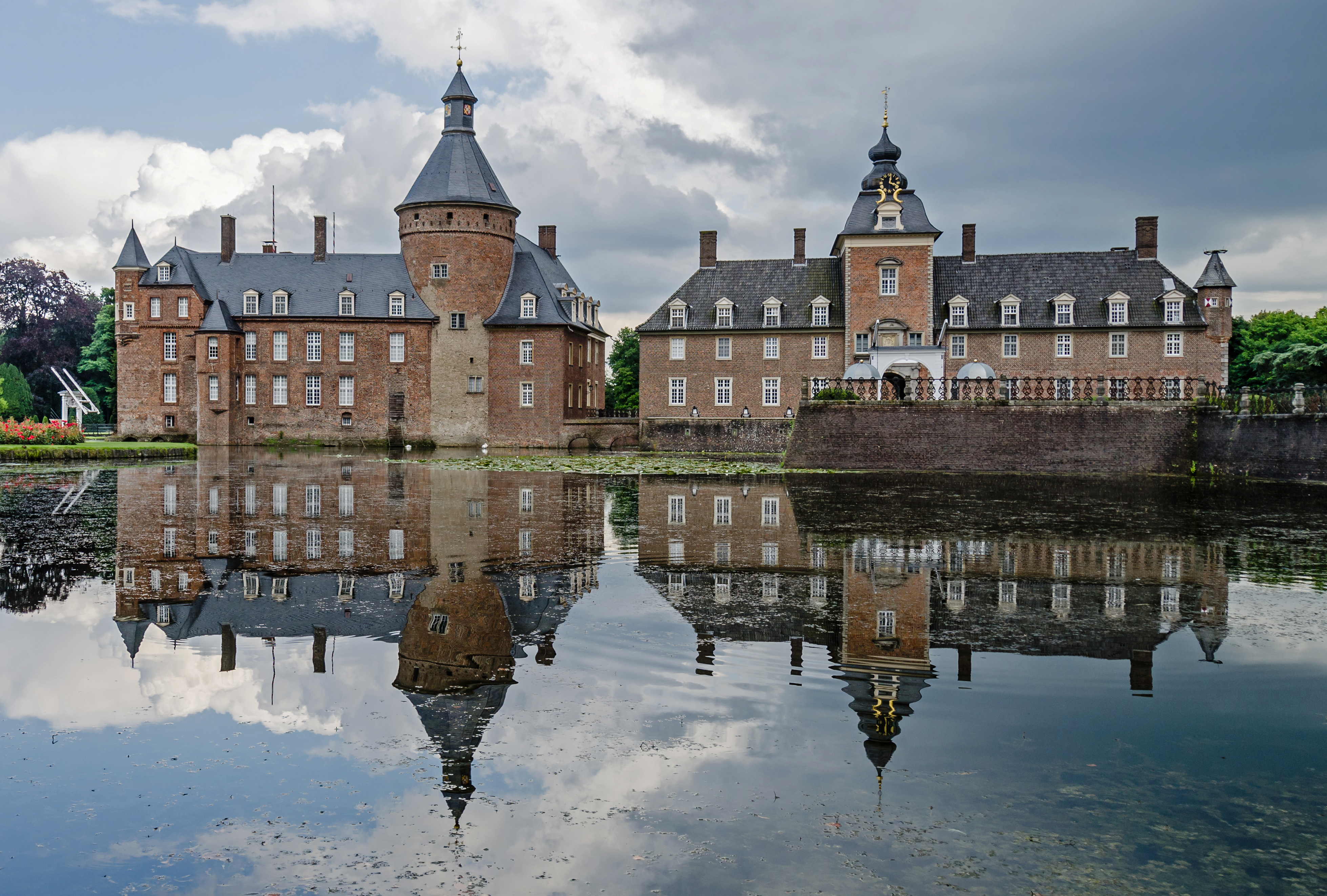
Burg Anholt

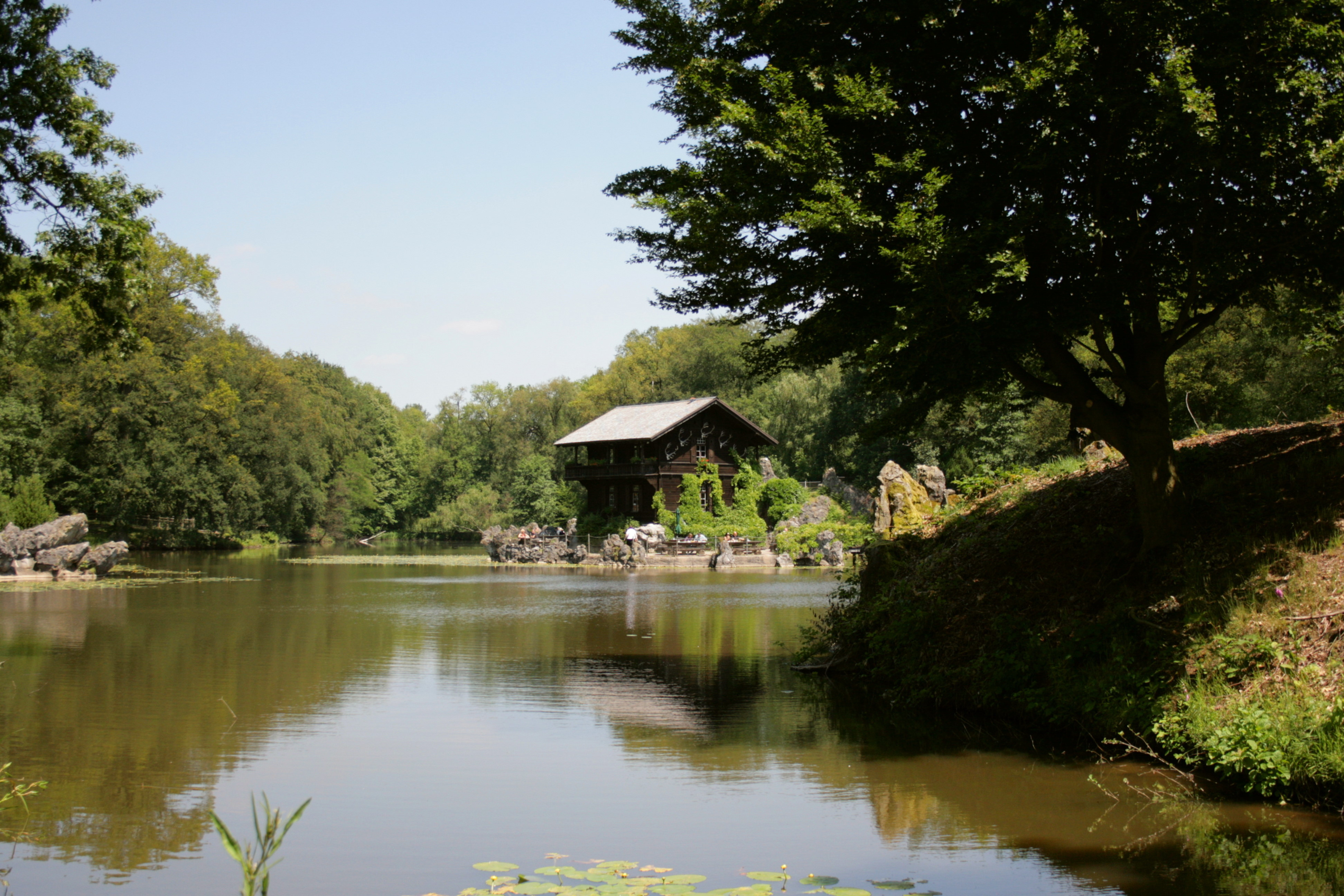
In der Anholter Schweiz

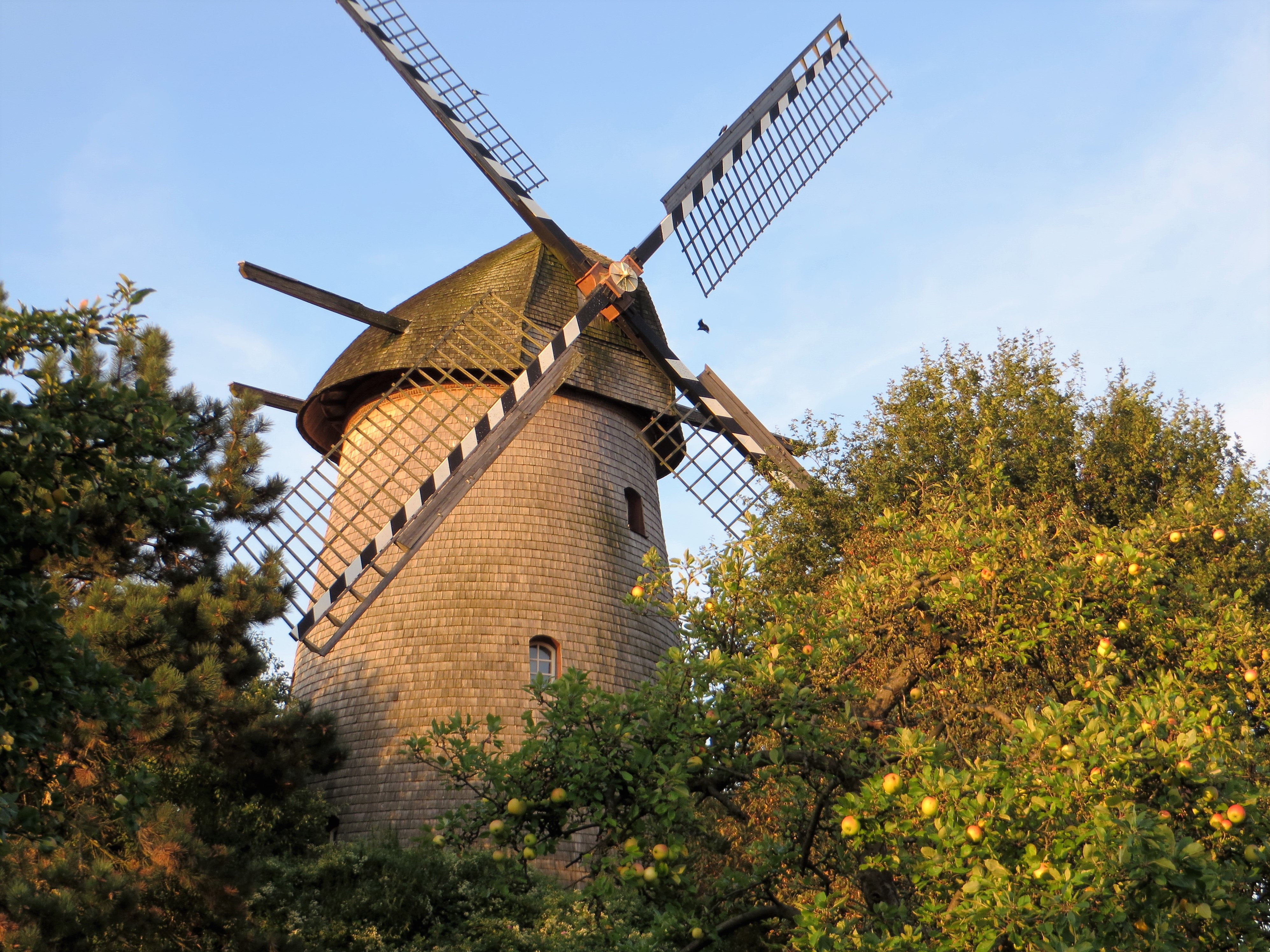
Anholter Windmühle aus dem 18. Jahrhundert

Die Burg Anholt bietet heute ein glanzvolles Bild, das an französische Loire-Schlösser erinnert. Mit seinen Gärten und Parkanlagen, die in das European Garden Heritage Network eingebunden sind, ist es der Öffentlichkeit zugänglich. Im Schloss können zum Beispiel eine Gemäldesammlung (u. a. mit dem Rembrandt-Original Das Bad der Diana mit Aktäon und Kallisto), Zeugnisse herrschaftlicher Wohnkultur, die Bibliothek sowie eine umfangreiche Porzellansammlung besichtigt werden. Seit 1645 ist die Anlage in Familienbesitz der Fürsten zu Salm-Salm.
Die Wasserburg, die zu den prachtvollsten Burganlagen Westfalens zählt, begeistert vor allem die Besucher mit Barockgärten und der großzügig angelegten Parkanlage.
Weitere Sehenswürdigkeiten:
- Biotopwildpark Anholter Schweiz
- neoromanische St.-Pankratius-Pfarrkirche Anholt (1851–1862) mit vielen Wand- und Deckengemälden
- Historisches Rathaus von 1567
- Stadtzentrum mit Parkanlagen und Überresten früherer Befestigungen
- Jüdischer Friedhof in der Dwarsefeld
- Historischer Eiskeller (15. Jh.)
- Anholter Windmühle von 1747
- Fürstliche Gruftkapelle (17. Jh.)
- Haus Hardenberg (14. Jh.)
- Haus Pennekamp (15. Jh.)

## Persönlichkeiten, die in Anholt geboren wurden oder in Anholt lebten
(in der Reihenfolge ihres Geburtsjahres)
- Dietrich II. van Zuylen (um 1310 – 1364), Herr von Anholt, erhob 1347 Anholt zur Stadt
- Theodor Fabricius (1501–1570), evangelischer Theologe und Reformator, erster Superintendent in Zerbst/Anhalt
- Johann Jakob von Bronckhorst-Batenburg (1582–1630), bekannt als Graf Anholt, Generalfeldmarschall
- Karl Theodor Otto Fürst zu Salm (1645–1710), kaiserlicher Feldmarschall, Vorsitzender des Konferenzrates, Erzieher von Kaiser Josef I.
- Peter Franz von Noël (1738–1809), Jurist, Hochschullehrer, Geheimrat, Kanzler und Gesandter, Eigentümer von Haus Pennekamp
- Wilhelm Metellus (1744–1787), fürstlicher Hofmaler und Porträtzeichner im Gelderland (Niederlande)
- Wilhelm Florentin von Salm-Salm (1745–1810), Erzbischof von Prag
- Franz Joseph Noortwyck (1767–1788), bedeutender Vertreter der Porträt-Miniaturmalerei des 18. Jahrhunderts
- Jeremias Gottfried von Noël (1768–1836), Beamter, Geheimrat, Gesandter und Kanzleidirektor, Eigentümer von Haus Pennekamp
- Franz Nadorp (1794–1876), Historienmaler in Rom, Mitbegründer der Nazarenerschule
- Alfred Konstantin zu Salm-Salm (1814–1886), Standesherr von Salm-Salm, Mitglied des Preußischen Herrenhauses
- Johann Friedrich Ruprecht (1758 – nicht bekannt), Orgelbauer
- Maria Lenzen (1814–1882), deutsche Schriftstellerin
- Wilhelm Ferry sen. (1816–1896), fürstlicher Büchsenmacher
- Felix zu Salm-Salm (1828–1870), Offizier, Adjutant des Kaisers Maximilian von Mexiko
- Leopold zu Salm-Salm (1838–1908), Zoologe und Dendrologe, Mitglied des Preußischen Herrenhauses
- Otto Lüders (1844–1912), klassischer Archäologe, Botschafter in Athen
- Pater Emilius Schollmeyer (1771–1835), Gründer der Erziehungsanstalt für Jungen und Mädchen in Anholt
- Alfred zu Salm-Salm (1846–1923), Gutsbesitzer, Mitglied des Preußischen Herrenhauses
- Anton von Kersting (1849–1922), preußischer General
- Eberhard van Kell (1785–1875), Feldwebel der 2.preußischen Artillerie
- Ludwig Schwarze (1858–1925), Orgelbauer
- Johann Theodor Übbing (1786–1864), Architekt und Baumeister
- Franz Rensing (1861–1937), Chef der fürstlichen Verwaltung, Stadtverordneter, Ehrenbürger
- Edmund Janssen (1886–1957), Pfarrer an St. Pankratius, Begründer der Jugendfahrten zur westfriesischen Insel Ameland
- Adolf Donders (1877–1944), Professor für Homiletik, Generalsekretär der deutschen Katholikentage, Domprediger in Münster
- Maria Christina Erbprinzessin zu Salm-Salm, geb. Erzherzogin von Österreich-Teschen (1879–1962)
- Paul Thesing (1882–1954), Maler und Graphiker, 1. Präsident der Künstlervereinigung Neue Darmstädter Sezession
- Franz Schmäing (1884–1944), Direktor des Theologenkonviktes Collegium Borromaeum Münster
- Paul Blaschke (1885–1969), Domkapellmeister in Breslau
- Eberhard Welty OP (1902–1965), Sozialethiker, Vorkämpfer für einen Christlichen Sozialismus, Schriftleiter der Zeitschrift "Die neue Ordnung"
- Nikolaus Leopold Heinrich zu Salm-Salm (1906–1988), Leiter des Wiederaufbaus von Schloss Anholt
- Heinrich Brömmling (1906–1991), Bürgermeister, förderte die wirtschaftliche Entwicklung der Stadt Anholt.
- Max Zelzner (* 1923 in Anholt), Diplom-Volkswirt in Krefeld, ab 1963 Geschäftsführer der Fachvereinigung Metallhalbzeug e. V., Sohn des Archivdirektors Max Zelzner.[16]
- Rudolf Harling (1927–2016), Verwaltungsjurist und Oberkreisdirektor
- Carl-Philipp zu Salm-Salm (1933–2024), Chef des fürstlichen Hauses Salm-Salm
- Timon Krause (* 1994), in Moers, aufgewachsen in Anholt, Mentalist